# Markku Slawyk
Markku Slawyk, född den 8 december 1962 i Saarijärvi, Finland, är en västtysk landhockeyspelare.
Han tog OS-silver i herrarnas landhockeyturnering i samband med de olympiska landhockeytävlingarna 1984 i Los Angeles.